# 천태교학
천태교학(天台敎學)은 《법화경》을 근본 경전으로 하여, 천태종의 개조인 천태지자대사(天台智者大師) 지의(智顗: 538-597)가 대성한 중국 불교의 교학이다.  천태교학은 화엄교학(華嚴敎學)과 더불어 중국 불교의 대표적인 중요 교학 중의 하나이다.
천태교학은 실상론(實相論)이라고도 불리는데, 그 주요 교의 및 수행 체계로는 삼제원융(三諦圓融) · 일념삼천(一念三千) · 사종삼매(四種三昧) · 일심삼관(一心三觀) · 교관이문(敎觀二門)이 있다.
오시팔교(五時八敎)는 천태지자대사 지의가 주장한 천태종의 교판으로, 오시팔교의 교판은 한 종파로서의 천태종을 확립하는 기초가 되었다.

## 성립 역사
천태교학의 계보는 인도의 용수(龍樹: 150?-250?)에서 비롯되었다고 하며, 북제(北齊: 550-577)의 혜문(慧文: ?-?)과 혜사(慧思: 515-577)를 거쳐 수나라(581-618)의 지의(智顗: 538-597)에 이르러 확립되었다.
천태교학에서는 지의의 저작인 《법화현의(法華玄義)》 · 《법화문구(法華文句)》 · 《마하지관(摩訶止觀)》의 천태3대부(天台三大部)가 교의강요서(敎義綱要書)로 중요시되고 있다.

## 실상론
천태교학은 실상론(實相論)이라고도 불리는데, 이것은 《법화경》에 설해진 제법실상(諸法實相)의 사상에 바탕을 둔 것으로 천태교학의 주요한 특징이다. 제법(諸法)은 현실 세계에 여러 현상으로 존재하는 일체의 것을 가리키며, 실상(實相)은 진실의 모습 · 존재 의의 · 진실재(眞實在)를 가리킨다. 천태교학은 모든 현실의 존재에는 그 근저(根底)에 진실성이 있고 바로 현실 속에 이상이 있다고 하는 입장, 즉 현실을 절대적으로 긍정하는 입장에 서 있다.

## 삼제원융
천태교학에서는 실상(實相)의 진리를 나타내는 3면(三面)으로서 삼제원융(三諦圓融)을 주장한다. 3제(三諦)는 공제(空諦) · 가제(假諦) · 중제(中諦)를 통칭하는 낱말이다. 공제(空諦)는 모든 것은 실체로서의 존재가 아니라 공으로서의 존재라는 것을 뜻한다. 가제(假諦)는 모든 것은 연(緣)에 의해 가(假)로 존재하는 가적(假的)인 존재라는 것을 뜻한다. 중제(中諦)는 모든 것은 공이나 가의 어느 일면으로서는 파악할 수 없는, 사려분별(思慮分別)을 초월한 절대존재로서의 중(中)이라는 것을 뜻한다.
천태교학에서는 일체의 모든 것은 이처럼 3제의 면을 갖고 있으며, 나아가 이들 3제는 서로 원융(圓融)한데 그 원융한 곳에 그 자체의 진실성이 있다고 주장한다.

## 일념삼천
삼제원융이라는 존재의 진실성을 우주적으로 확대하면, 거기에는 모든 것이 서로 관계를 맺고 있는 우주관이 성립된다. 이러한 천태교학의 우주관을 일념삼천(一念三千)의 교의라고 하는데, 일념삼천은 우주는 하나의 통일적인 존재이며 우주의 삼천법(三千法) 모든 것이 일념(一念)에 갖추어져 있다는 교의이다.

## 일심삼관
천태교학에서는 일념삼천의 교의 또는 사상을 관법(觀法)으로서 실천하는 길이 일심삼관(一心三觀)이라고 주장한다.
일심삼관은 일체의 모든 존재로서의 삼천법(三千法)과 존재의 실상인 삼제(三諦)의 진리를 현실일상(現實日常)의 미혹일념(迷惑一念)의 마음 위에서 관찰하며 그 미혹의 일념의 마음 속에 삼천법이 갖추어져 있고, 삼천법이 모두 즉공즉가즉중(卽空卽假卽中)의 삼제원융에 있다고 보는 관법(觀法)이다.

## 교관이문
천태교학에서는 이론에 해당하는 교(敎)과 실천에 해당하는 관(觀)의 두 가지가 모두 갖추어져 함께 실천되어야 비로소 깨달음을 얻을 수 있다고 주장한다. 이러한 견해를 교관이문(敎觀二門)이라고 하는데, 천태종에서는 참다운 불교라면 교관이문(敎觀二門)이 갖추어져야 한다고 주장한다. 교관이문은 천태종의 독창적이고 독자적인 교학이다.
천태지자대사 지의(538~597)의 대표적인 3부작인 《천태삼대부(天台三大部)》 중 《법화현의(法華玄義)》·《법화문구(法華文句)》의 2부는 천태종의 소의경전인 《법화경(法華經)》을 이론적으로 해설하여 교(敎)를 보이고 있으며, 《마하지관(摩訶止觀)》은 《법화경》에 기반한 실천(實踐)으로서의 관(觀)을 보이고 있다.

## 같이 보기
- 지의
- 천태종
- 대한불교 천태종
- 사종삼매
- 오시팔교

## 참고 문헌
- 이 문서에는 다음커뮤니케이션(현 카카오)에서 GFDL 또는 CC-SA 라이선스로 배포한 글로벌 세계대백과사전의 내용을 기초로 작성된 글이 포함되어 있습니다.